# Berchemia edgeworthii
Berchemia edgeworthii là một loài thực vật có hoa trong họ Táo. Loài này được Lawson mô tả khoa học đầu tiên năm 1875.